# Porotaka
Porotaka is een geslacht van spinnen uit de  familie van de Agelenidae (trechterspinnen).

## Soorten
- Porotaka detrita Forster & Wilton, 1973
- Porotaka florae Forster & Wilton, 1973